# Ратайчицы
Ратайчицы (бел. Ратайчыцы) — деревня в Каменецком районе Брестской области Белоруссии. Центр Ратайчицкого сельсовета. Население — 260 человек (2019).

## География
Ратайчицы находятся в 17 км к юго-западу от города Каменец и в 17 км к юго-востоку от города Высокое. Местность принадлежит бассейну Вислы, деревня стоит на правом берегу реки небольшой речки Точия, притока Лесной. В деревне есть плотина и небольшая запруда. Через Ратайчицы проходит автодорога Остромечево — Войская, другие дороги ведут в Минковичи, Млыны и Кругель.

## История
В XIX веке деревня входила в состав Российской империи, принадлежала Брестскому уезду Гродненской губернии. Существовала дворянская усадьба.
Согласно Рижскому мирному договору (1921) деревня вошла в состав межвоенной Польши, где принадлежала Брестскому повету Полесского воеводства. С 1939 года в составе БССР.

## Достопримечательности
- Хозпостройка бывшей усадьбы. Единственное сохранившееся здание от дворянской усадьбы XIX века[3].
- Курганный могильник. Находится к северо-востоку от деревни. Датируется XI—XIII столетиями, принадлежал дреговичам[5].
- Бескурганный могильник. В 0,8 км к юго-востоку от деревни. Могильник датируется IV-II веком до н. э., принадлежал племенам поморской культуры, также есть захоронения XI—XII века, эпохи Киевской Руси[5].

Два могильника включены в Государственный список историко-культурных ценностей Республики Беларусь.